# Johannes Marian
Johannes Marian (* 4. August 1962 in Wien) ist ein österreichischer Pianist und Universitätsprofessor für Klavier.

## Leben und Arbeit
Johannes Marian wuchs in Klosterneuburg auf, wo er 1980 am Bundesgymnasium maturierte. Nach Abschluss seiner Studien an der damaligen Hochschule für Musik und darstellende Kunst in Wien begann er 1992 seine Unterrichtstätigkeit zunächst an der Anton Bruckner Privatuniversität Linz. Seit 1996 unterrichtet er an der Universität für Musik und darstellende Kunst Wien (mdw), wo er 2003 habilitiert und 2005 zum Universitätsprofessor für Klavier berufen wurde.

### Pianist
Als Solist und Ensemblemusiker tritt Johannes Marian international besonders als Interpret der Musik des 20. und 21. Jahrhunderts in Erscheinung und setzt sich dabei immer wieder mit den Werken von Arnold Schönberg, John Cage, Morton Feldman, Christian Wolff, György Kurtág, Georg Nussbaumer, Christian Ofenbauer und Peter Ablinger auseinander. So führte er etwa das Klavierkonzert von Cage 1989 im Wiener Konzerthaus mit dem Ensemble die reihe, 1996 im Wiener Musikverein mit dem Ensemble Wiener Collage und 2008 in der Pinakothek der Moderne mit dem Münchner Rundfunkorchester auf. Durch seine Zusammenarbeit mit Heinz-Klaus Metzger und Rainer Riehn als Mitglied des Ensembles Musica Negativa arbeitete Marian zwischen 1988 und 1991 mehrmals mit John Cage zusammen wie etwa beim Festival des Hörens in Erlangen 1990. Bei den Internationalen Weingartener Tagen für Neue Musik 1990 begann Marians kontinuierliche Zusammenarbeit mit Dieter Schnebel.
Marian tritt häufig am Arnold Schönberg Center in Wien auf und hat dort nicht nur Schönbergs gesamtes Klavierwerk sowie die meisten seiner Ensemblestücke und Lieder aufgeführt, sondern ist als Mitglied des Ensembles Wiener Collage (seit 1992) gemeinsam mit dessen künstlerischem Leiter René Staar an zahlreichen Uraufführungen beteiligt.
Der Musik des 18. und 19. Jahrhunderts widmete sich Marian vor allem gemeinsam mit seinem langjährigen Klavierduopartner August Humer, zumeist auf historischen Instrumenten im Linzer Schloss sowie im Alten Dom in Linz, wo das Duo zehn Jahre lang jeweils am 4. September, dem Geburtstag Anton Bruckners, eine von dessen Symphonien in einer Fassung für Klavier zu vier Händen aufführte.

### Lehrer und Organisator
Marian leitete von 2012 bis 2025 das Ludwig van Beethoven Institut für Klavier in der Musikpädagogik an der Universität für Musik und darstellende Kunst Wien (mdw) und lehrt dort Klavier und klavierpädagogische Fächer. Seit 2019 ist er außerdem der Vorsitzende des Senats dieser Universität.
Als einer der Organisatoren der Wiener Tage der zeitgenössischen Klaviermusik führt Marian seit 1999 alljährlich junge Pianistinnen und Pianisten mit international bedeutenden Komponistinnen und Komponisten zu gemeinsamer Probenarbeit zusammen.
Im 2010 von Ursula Kneihs entwickelten Mauricio Kagel Kompositionswettbewerb fungiert Johannes Marian aktuell gemeinsam mit Albert Sassmann und Clara Kinsele als Herausgeber der Preisträgerstücke bei der Universal Edition.